# Luisa Cristina de Hesse-Darmstadt
Luisa Cristina de Hesse-Darmstadt (Marburgo, 5 de febrero de 1636-Stolberg, 11 de noviembre de 1697) fue una noble alemana de la Casa de Hesse; era una princesa de Hesse-Darmstadt y, por matrimonio, condesa de Stolberg-Stolberg-Ortenberg.
Luisa Cristina era el sexto vástago y cuarta hija del landgrave Jorge II de Hesse-Darmstadt (1605-1661) y de la princesa Sofía Leonor de Wettin (1609-1671), hija del elector Juan Jorge I de Sajonia y de la princesa Magdalena Sibila de Prusia. Algunos de sus hermanos fueron el landgrave Luis VI de Hesse-Darmstadt, el landgrave Jorge III de Hesse-Itter y la princesa Isabel Amalia de Hesse-Darmstadt, electora del Palatinado.
Se casó en Darmstadt  el 29 de noviembre de 1665 con el conde Cristóbal Luis I de Stolberg-Stolberg-Ortenberg (1634-1704). De este matrimonio nacieron ocho hijos.
- Jorge (Darmstadt, 14 de noviembre de 1666-Stolberg, 17 de febrero de 1698);

- Carlos (Darmstadt, 25 de enero de 1668-Roßla, 2 de mayo de 1685);

- Sofía Leonor (Ortenberg, 6 de agosto de 1669-Stolberg, 3 de noviembre de 1745), ferviente pietista, sus sermones fúnebres son los más extensos de los que se conocen de este género;[3]

- Juan Luis  (Ortenberg, 6 de noviembre de 1670-Roßla, 13 de mayo de 1685);

- Cristián Federico, conde de Stolberg-Stolberg-Ortenberg  (Ortenberg, 18 de septiembre de 1672-Stolberg, 22 de agosto de 1738), casado en Goldberg el 23 de septiembre de 1701 con la condesa Enriqueta Catalina de Bibran y Modlau (1680-1748);

- Luisa Cristina (Ortenberg, 21 de enero de 1675-Weissenfels, 16 de mayo de 1738), casada, en primeras nupcias, en Stolberg el 13 de diciembre de 1704 con el conde Juan Jorge III de Mansfeld-Eisleben (1640-1710), y, en segundas nupcias, en Stolberg el 11 de mayo de 1712 con el duque Cristián de Sajonia-Weissenfels (1682-1736);

- Justo Cristian, conde de Stolberg-Roßla (Ortenberg, 24 de octubre de 1676-Roßla, 17 de junio de 1739), casado en Isenburg el 1 de octubre de 1709 con la noble alemana Emilia Augusta de Stolberg-Wernigerode (1687-1730);

- Inés Isabel  (Ortenberg, 14 de diciembre de 1680-Ortenberg, 17 de diciembre de 1680).

De ella solo se sabe que se mantuvo apartada de la política del pequeño condado alemán. Su esposo fue un fiel vasallo y aliado del electorado de Sajonia en esa época.